# Crots
Crots [kʁo] est une commune française située dans le département des Hautes-Alpes, en région Provence-Alpes-Côte d'Azur. Elle fait partie de la zone périphérique du parc national des Écrins.
Jusqu'en 1970, la commune s'appelait Les Crottes, francisation du nom occitan Las Cròtas [las ˈkrɔ.tɔs], nom désignant des cryptes (forme ancienne cropta), des souterrains et pièces voutées, notamment des caves où entreposer des provisions. Par souci d'euphonie, le nom a été réduit à Crots.

## Géographie

### Localisation
Crots est située dans la vallée de la Durance, sur la rive gauche de la rivière, à l'entrée du lac de Serre-Ponçon.

#### Communes limitrophes
Huit communes sont limitrophes de Crots :
| Savines-le-Lac                            | Puy-Sanières                            | Embrun    |
| Pontis (Alpes-de-Haute-Provence)          | Crots                                   | Baratier  |
| Le Lauzet-Ubaye (Alpes-de-Haute-Provence) | Méolans-Revel (Alpes-de-Haute-Provence) | Les Orres |

### Relief et géologie
La commune s'étend du lac jusqu'à la ligne de crête qui relie, au sud, le Grand Morgon (altitude 2 326 mètres) au Grand Bérard (3 042 m), dans le massif du Parpaillon. Le point culminant de la commune est le mont Pouzenc, à 2 898 mètres d'altitude. Les autres sommets de la commune sont le pic de Charance (2 316 mètres), le Gros Ferrand, le Petit Ferrand, la Tête de la Gipière (2 443 mètres) et le Joug de l'Aigle (2 494 mètres). Le col de la Rousse et le col des Olettes donnent accès à la vallée de l'Ubaye par des chemins de montagne.
La commune est orientée à l'ubac, disposition peu favorable climatiquement. Cependant elle est protégée des vents du nord par les sommets qui lui font face. Le sol est largement constitué de marnes et de gypses, matériaux peu aptes à la culture et très instables. La forêt de Boscodon en est le signe le plus visible.

### Hydrographie
L'ensemble de la commune appartient au bassin versant de la Durance. Le nord de la commune était autrefois délimité par le cours de cette rivière, dont les eaux souvent capricieuses sont aujourd'hui captées par la retenue de Serre-Ponçon. Le lac ainsi créé, avec sa cote maximale à 780 m, occupe plusieurs hectares d'anciennes terres agricoles et une digue a été construite pour protéger une partie de la plaine. Les fluctuations de la demande en électricité amènent des variations saisonnières importantes du niveau de l'eau. Étant donné la profondeur relativement faible du lac à cet endroit, de larges étendues de nite (un limon argileux) sont ainsi à découvert en hiver.
Outre la Durance, plusieurs petits cours d'eau, tous affluents de cette rivière, traversent le territoire de la commune : le torrent de Boscodon, le torrent de Bellegrave (ou de Combe Noire), canalisé au niveau du village, le torrent de Combe Bard, le torrent de Combe d'Or (à la limite avec Savines-le-Lac).

### Climat
Pour des articles plus généraux, voir Climat de Provence-Alpes-Côte d'Azur et Climat des Hautes-Alpes.
En 2010, le climat de la commune est de type climat méditerranéen altéré, selon une étude du Centre national de la recherche scientifique s'appuyant sur une série de données couvrant la période 1971-2000. En 2020, Météo-France publie une typologie des climats de la France métropolitaine dans laquelle la commune est exposée à un climat de montagne ou de marges de montagne et est dans la région climatique Alpes du sud, caractérisée par une pluviométrie annuelle de 850 à 1 000 mm, minimale en été.
Pour la période 1971-2000, la température annuelle moyenne est de 9,9 °C, avec une amplitude thermique annuelle de 18,1 °C. Le cumul annuel moyen de précipitations est de 888 mm, avec 6,9 jours de précipitations en janvier et 5,5 jours en juillet. Pour la période 1991-2020, la température moyenne annuelle observée sur la station météorologique de Météo-France la plus proche, « Embrun », sur la commune d'Embrun à 4 km à vol d'oiseau, est de 11,1 °C et le cumul annuel moyen de précipitations est de 732,6 mm. 
La température maximale relevée sur cette station est de 38,4 °C, atteinte le 28 juin 2019 ; la température minimale est de −19,1 °C, atteinte le 9 janvier 1985,,.
Les paramètres climatiques de la commune ont été estimés pour le milieu du siècle (2041-2070) selon différents scénarios d'émission de gaz à effet de serre à partir des nouvelles projections climatiques de référence DRIAS-2020. Ils sont consultables sur un site dédié publié par Météo-France en novembre 2022.

### Voies de communication et transports

#### Voies routières
Crots est desservie par la route nationale 94 reliant Gap à Embrun. Elle traverse la commune d'est en ouest. La déviation de la RN 94 a supprimé les embouteillages affectant le centre du village en période estivale.
À partir de la route nationale, au niveau du quartier des Moulins, la route départementale 568 remonte le long du torrent de Boscodon afin de desservir l'abbaye. Elle se prolonge par des routes forestières carrossables. Il existe aussi une RD 568z.
La route départementale 90 remonte quant à elle à partir du centre du village pour desservir les hameaux s'étageant jusqu'à la Montagne. Elle se prolonge par la route forestière carrossable de la Grande Cabane.

#### Transports en commun
La gare la plus proche se situe à Embrun.

## Urbanisme

### Typologie
Au 1er janvier 2024, Crots est catégorisée commune rurale à habitat dispersé, selon la nouvelle grille communale de densité à 7 niveaux définie par l'Insee en 2022.
Elle appartient à l'unité urbaine d'Embrun, une agglomération intra-départementale dont elle est une commune de la banlieue,. Par ailleurs la commune fait partie de l'aire d'attraction d'Embrun, dont elle est une commune de la couronne,. Cette aire, qui regroupe 12 communes, est catégorisée dans les aires de moins de 50 000 habitants,.
La commune, bordée par un plan d’eau intérieur d’une superficie supérieure à 1 000 hectares, le lac de Serre-Ponçon, est également une commune littorale au sens de la loi du 3 janvier 1986, dite loi littoral. Des dispositions spécifiques d’urbanisme s’y appliquent dès lors afin de préserver les espaces naturels, les sites, les paysages et l’équilibre écologique du littoral, tel le principe d'inconstructibilité, en dehors des espaces urbanisés, sur la bande littorale des 100 mètres, ou plus si le plan local d’urbanisme le prévoit.

### Occupation des sols
L'occupation des sols de la commune, telle qu'elle ressort de la base de données européenne d’occupation biophysique des sols Corine Land Cover (CLC), est marquée par l'importance des forêts et milieux semi-naturels (81,2 % en 2018), en augmentation par rapport à 1990 (80,2 %). La répartition détaillée en 2018 est la suivante : 
forêts (51,9 %), milieux à végétation arbustive et/ou herbacée (18,2 %), espaces ouverts, sans ou avec peu de végétation (11,1 %), zones agricoles hétérogènes (9,6 %), eaux continentales (4,8 %), prairies (2,4 %), zones urbanisées (1,4 %), mines, décharges et chantiers (0,6 %), zones industrielles ou commerciales et réseaux de communication (0,1 %).
L'évolution de l’occupation des sols de la commune et de ses infrastructures peut être observée sur les différentes représentations cartographiques du territoire : la carte de Cassini (XVIIIe siècle), la carte d'état-major (1820-1866) et les cartes ou photos aériennes de l'IGN pour la période actuelle (1950 à aujourd'hui).

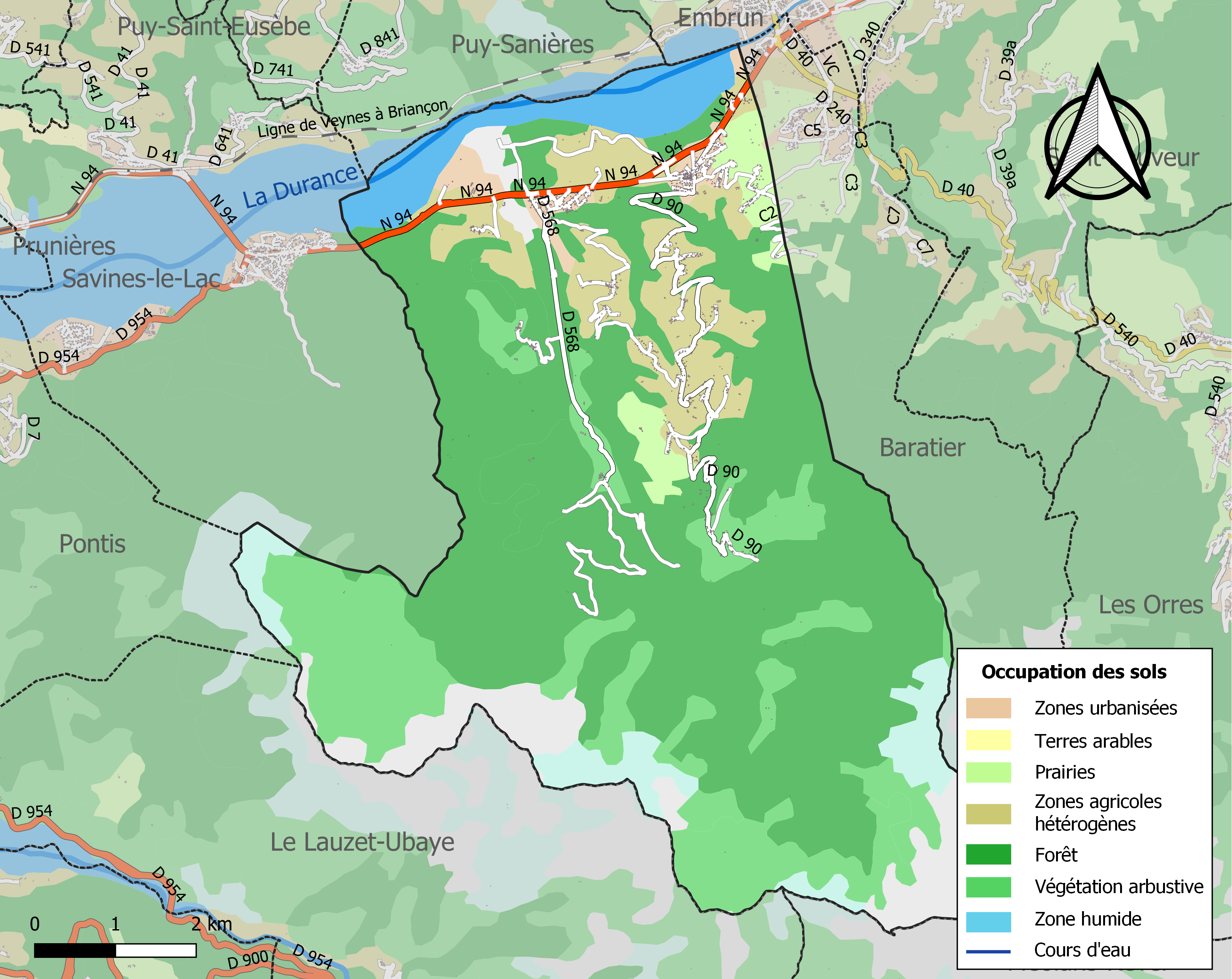
Carte de l'occupation des sols de la commune en 2018 (CLC).

### Structure de l'habitat
Le village principal se compose du centre ancien et de quartiers plus neufs : Vicherette, le Grangeon et le lotissement du Champ de l'Ours. Il faut y ajouter 28 hameaux qui s’étirent depuis Crots en 4 axes principaux. Les principaux sont :
- Beauvillard
- Boscodon
- la Montagne (composé des quartiers des Thozans, des Fabres, des Gendres et du gîte de la Draye)
- le Bois
- les Bosquis
- les Chabriers
- le Drouvet
- le Forest
- le Poët
- les Chaulières
- les Dourioux
- les Gendres
- les Moulins
- les Sagnières
- Marlès
- Montmirail
- Picomtal
- Saint Jean.

## Toponymie
Le nom occitan de la commune est Las Cròtas, prononcé [las ˈkrɔ.tɔs]. Le nom commun cròtas désigne une crypte, une cave, ou un souterrain voûté, ; le mot français grotte est son cognat.
Ce toponyme a été francisé sous la forme Les Crottes. Cependant, du fait d'une homonymie malheureuse avec le mot crotte la commune a exprimé à maintes reprises sa volonté de changer de nom en français. En 1910 une délibération municipale avait été prise, préconisant un changement. En 1950, un référendum a été organisé dans le cadre du bulletin paroissial, mais n'avait pas eu de suite. C'est finalement en 1970 que le changement du nom français a été effectué ; le nom occitan est resté inchangé.
La plupart des toponymes de la commune sont à base latine, mais selon un processus observé dans d'autres communes de la région, il semble que certains des toponymes situés les plus en altitude renvoient à des racines plus anciennes, celtes, voire ligures (comme le mont Pouzenc).
Les voies du village ont reçu une dénomination à la fin des années 1990. Ces noms renvoient principalement à l'histoire du village, à des éléments topographiques et à d'anciens maires. En 2014, les rues du quartier des Moulins ont également reçu une dénomination.

## Histoire

### Préhistoire et Antiquité
Une sépulture en pierres sèches de l'âge du bronze a été découverte au hameau des Dourieux en 1870. Les pièces en ont malheureusement été perdues.
Au Ier siècle av. J.-C., le territoire de Crots est probablement intégré à celui des Caturiges dont l'une des villes se trouve à Embrun.
Le site du Clapier des Monges, en cours de fouilles, sur la commune voisine de Baratier témoigne d'une occupation gallo-romaine de la vallée.

### Moyen Âge
Le territoire actuel de Crots suit les destinées du comté de l'Embrunais, appartenant au comté de Provence, au comté de Forcalquier puis au Dauphiné à partir du XIIIe siècle.
Le village des Crottes était déjà formé en commune en 1198. À l'origine, l'habitat se situait sur les hauteurs, aux environs du hameau actuel de Saint-Jean, sur une voie antique qui courait du Piémont en Provence en rive gauche de la Durance, par les Orres, Boscodon et la « moutte » de Montmirail.
Le plus ancien seigneur des Crottes connu est Guillaume d'Embrun, mentionné en 1166. En 1319, le seigneur est autorisé par son suzerain à dresser des fourches patibulaires à ses armes. Un peu après 1416, la dynastie des Embrun est remplacée par celle de la Villette. La famille de Rame lui succède vers 1530.
À côté de cette seigneurie majeure qui avait droit de haute et de basse justice, on trouve des seigneuries secondaires et d'autres petits fiefs, notamment celui de la Tour de Beauregard, au village.
Riche en forêts et en pâturages, la commune a toujours fait preuve d'une très grande indépendance. Le territoire actuel de Crots comporte deux anciens mandements médiévaux : celui des Crottes, et celui de Montmirail. C'est sur le territoire de Montmirail que fut fondée en 1130, grâce aux libéralités de Guillaume, dernier seigneur du lieu, l'abbaye de Boscodon. Celle-ci, magnifique témoin de l'architecture romane, restaurée à partir de 1972, est devenue un élément majeur du patrimoine local.
La partition du mandement de Montmirail entraîna d'interminables procès entre la commune des Crottes et ses voisins, l'abbaye de Boscodon et la commune de Savines, pour le contrôle des forêts. L'un de ces procès, l'affaire de la Magnane, se solde en 1899 par une victoire des Crottes, après presque quatre siècles de procédure.
En 1368, une invasion des Provençaux pillent les territoires de Savines, des Crottes et d'Embrun, et endommage le château de Picomtal.
Au XIVe siècle une enceinte fortifiée, aujourd'hui disparue, est édifiée autour du village. À l'intérieur est érigée une église romane dédiée à saint Laurent, patron du village, inscrite, comme le château de Picomtal, à l'inventaire des monuments historiques. Au XIXe siècle, une chapelle de pénitents noirs existait encore au village principal.

#### Liste des seigneurs majeurs des Crottes
Famille d'Embrun (lignée patrilinéaire)
- Guillaume I d’Embrun, 1166
- B[ertrand?], 1198
- Hugues I, 1210 -1247
- Humbert, 1254
- Hugues II, 1255 - 1288
- Boniface, 1291 -1328
- Raoul, 1328-1338
- Guillaume II, (rachète les droits de ses frères Jean et Antoine), 1341-1360
- Co-seigneurs : Étiennette, fille de Guillaume, épouse Henri Raymond, 1360-1390 ; Antoine, frère de la précédente, rachète les droits de son beau frère, 1360-1416

Famille de la Villette
- Antoinette, fille d'Antoine d'Embrun, femme d’Antoine de la Villette, 1416-1459.
- Yvet, leur fils, 1459-1462
- Louis, son frère 1462-1478[28]
- Co-seigneurs : Louis II 1478-1495; Martin, 1478-1530, partageant ses biens entre les familles de Rame, de Naveisse, et d’Arènes. La famille de Rame reconstitue par achats successifs la seigneurie.

Famille de Rame
- Gaspard de Rame, 1530 -1549
- Antoine, 1549 -1592
- Matthieu, 1592 - 1628.

Familles d'Autric de Ventimille, de Guillem de Sala de Montjustins, de Ravel, Cellon
- La fille de Matthieu de Rame, Isabeau, épouse Jacques d’Espagne ; son autre fille Hélène épouse Charles d’Autric de Ventimille, qui rachète les droits de son beau-frère, 1628-1660.
- Élisabeth, leur fille, épouse Arnaud de Guillem de Sala de Montjustins, 1660 -1687
- Joseph-Elzéard-Charles, leur fils, 1704-1724
- Lazare de Ravel achète au précédent pour 49,000 livres, le 4 octobre 1724 - il teste en 1762
- René-Hyacinthe de Ravel, 1762-1769
- Joseph Cellon achète au précédent 60,000 livres, le 11 juillet 1769.

### Des guerres de Religion à la Révolution
En novembre 1580, Lesdiguières, chef des protestants, s'empare des Crottes avec la complicité du seigneur local, Antoine de Rame, acquis au protestantisme. Il abandonne sa conquête après quelques jours d'occupation, mais revient en 1585, au moment de la prise d'Embrun.

En 1692, une invasion du duc de Savoie entraîne l'incendie du village et du château, les habitants s'enfuient au village des Mées en Haute-Provence, avec lequel ils étaient peut être en relation grâce aux réseaux de transhumance. 
Le 20 avril 1790, les gardes nationales du département des Hautes-Alpes se retrouvent dans la plaine des Crottes pour célébrer une fête de la fédération.

### XIXesiècle
Au XIXe siècle, la commune comptait 1 500 habitants. La croissance de la population, ainsi que la très importante activité pastorale entrainent un déboisement, une érosion des sols et un accroissement des crues dévastatrices. En 1834, le village subit ainsi une crue du petit torrent de Bellegrave, contre lequel il faut construire une digue. Des efforts seront menés à la fin du siècle afin de reboiser et de limiter le surpâturage.
L'école de Crots est édifiée en 1885, peu après l'établissement des lois scolaires. Comparé aux communes rurales voisines, le bâtiment est d'assez grande ampleur et témoigne d'un effort financier important de la population et des édiles en faveur de l'instruction publique. Des écoles seront également établies dans les hameaux.
Jusqu'au début du XXe siècle, la population se stabilise autour de 1050 habitants.

### XXesiècle
Comme pour de nombreuses communes rurales, la Première Guerre mondiale prélève un lourd tribut sur la population, accentuant le déclin démographique. Les jeunes Crétorins migrant dans la région de Marseille vont notamment se spécialiser dans les métiers de la charcuterie.
La forêt de Boscodon abrite durant la Seconde Guerre mondiale un maquis de la résistance. À la suite d'une dénonciation, une grande partie de ce maquis sera déportée.
En novembre 1959, la mise en eau de la retenue de Serre-Ponçon va permettre le développement d'une grande activité touristique, notamment l'été.
Le 23 janvier 1998, une avalanche à la crête du Lauzet (dite « avalanche des Orres ») emporte un groupe de randonneurs UCPA, tuant 9 collégiens et 2 adultes. Une stèle a été érigée en souvenir au lieu-dit Clot Besson.

### XXIesiècle
Dans les années 2010, une importante opération d'agrandissement des locaux municipaux est réalisée autour de la mairie. L'"espace Morgon" comporte désormais, outre la mairie-bureau de poste, une médiathèque, une salle des fêtes et d'exposition, un square, une maison des associations.

## Économie
Le sol détritique est peu apte à la culture. Les coteaux situés au nord du village sont cependant exploités (le Forest), ainsi que la forêt (Montmirail, Boscodon). En été, les troupeaux d'ovin viennent pâturer dans les alpages.
L'important cône de déjection du torrent de Boscodon est une ressource en matériaux.
La commune appartient au bassin économique d'Embrun, où de nombreux habitants travaillent. Une zone artisanale est établie au hameau des Moulins.
Une grande partie de l'activité économique est liée au tourisme généré par le lac de Serre-Ponçon. Les plages de Chanterenne et des Eaux-Douces sont réputées pour la pratique des sports nautiques.
Il existe aussi un tourisme sportif lié aux activités de montagne, et un tourisme culturel lié à la visite du patrimoine.

## Politique et administration

### Administration municipale
| Période                                  | Période        | Identité                           | Étiquette | Qualité                                                               |
| ---------------------------------------- | -------------- | ---------------------------------- | --------- | --------------------------------------------------------------------- |
| Les données manquantes sont à compléter. |                |                                    |           |                                                                       |
| 1852                                     | 1870           | Louis Berthe                       |           | châtelain                                                             |
|                                          | septembre 1883 | Marcellin-Désiré Lagier            |           |                                                                       |
| septembre 1883                           | juillet 1885   | Joseph Roman                       |           | châtelain                                                             |
| juillet 1885                             | mai 1888       | Etienne Vallet                     |           |                                                                       |
| mai 1888                                 | novembre 1891  | Casimir Michel                     |           |                                                                       |
| décembre 1891                            | mai 1892       | Etienne Vallet                     |           |                                                                       |
| mai 1892                                 | mai 1908       | Jean-Antoine Serres                |           |                                                                       |
| mai 1908                                 | septembre 1916 | Pierre Philip                      |           |                                                                       |
| septembre 1916                           | décembre 1919  | Louis Jouvent                      |           |                                                                       |
| décembre 1919                            | mars 1921      | Jean-Antoine Serres                |           |                                                                       |
| mars 1921                                | mai 1925       | Marcellin Signoret                 |           |                                                                       |
| mai 1925                                 | mars 1933      | Antoine Robert, dit « le Pélèque » |           |                                                                       |
| mars 1931                                | 1933           | Casimir Collomb                    |           |                                                                       |
| 1933                                     | mai 1935       | Antoine Robert, dit « le Pélèque » |           |                                                                       |
| mai 1935                                 | mai 1945       | Louis Michel                       |           |                                                                       |
| mai 1945                                 | mai 1953       | Emile Joubert                      |           |                                                                       |
| mai 1953                                 | mars 1965      | Elie Chauvet                       |           |                                                                       |
| mars 1965                                | mars 1983      | Fernand Serres                     |           |                                                                       |
| mars 1983                                | mars 1989      | André Lagier                       |           |                                                                       |
| mars 1989                                | juin 1995      | Michel Merle                       |           |                                                                       |
| juin 1995                                | mars 2008      | Claudette Bouez                    |           |                                                                       |
| mars 2008                                | En cours       | Jean-Pierre Gandois                | DVD       | Médecin 2e vice-président de la communauté de communes de l'Embrunais |

### Tendances politiques
Élections présidentielles, résultats des deuxièmes tours :
- Élection présidentielle de 2002 : 79,37 % pour Jacques Chirac (RPR), 20,63 % pour Jean-Marie Le Pen (FN), 86,60 % de participation[38].
- Élection présidentielle de 2007 : 43,53 % pour Ségolène Royal (PS), 56,47 % pour Nicolas Sarkozy (UMP), 86,94 % de participation[39].
- Élection présidentielle de 2012 : 51,17 % pour François Hollande (PS), 48,83 % pour Nicolas Sarkozy (UMP), 85,25 % de participation[40]

### Intercommunalité
Crots fait partie: 
- Jusqu'en 2016 de la communauté de communes de l'Embrunais ;
- À partir du 1er janvier 2017, de la communauté de communes de Serre-Ponçon[41].

## Population et société

### Démographie
L'évolution du nombre d'habitants est connue à travers les recensements de la population effectués dans la commune depuis 1793. Pour les communes de moins de 10 000 habitants, une enquête de recensement portant sur toute la population est réalisée tous les cinq ans, les populations de référence des années intermédiaires étant quant à elles estimées par interpolation ou extrapolation. Pour la commune, le premier recensement exhaustif entrant dans le cadre du nouveau dispositif a été réalisé en 2008.

En 2022, la commune comptait 1 161 habitants, en évolution de +10,36 % par rapport à 2016 (Hautes-Alpes : +0,4 %, France hors Mayotte : +2,11 %).
| 1793  | 1800  | 1806  | 1821  | 1831  | 1836  | 1841  | 1846  | 1851  |
| ----- | ----- | ----- | ----- | ----- | ----- | ----- | ----- | ----- |
| 1 264 | 1 183 | 1 317 | 1 357 | 1 496 | 1 453 | 1 459 | 1 490 | 1 441 |

| 1856  | 1861  | 1866  | 1872  | 1876  | 1881  | 1886  | 1891  | 1896  |
| ----- | ----- | ----- | ----- | ----- | ----- | ----- | ----- | ----- |
| 1 440 | 1 360 | 1 369 | 1 323 | 1 263 | 1 313 | 1 123 | 1 088 | 1 052 |

| 1901  | 1906  | 1911 | 1921 | 1926 | 1931 | 1936 | 1946 | 1954 |
| ----- | ----- | ---- | ---- | ---- | ---- | ---- | ---- | ---- |
| 1 050 | 1 022 | 939  | 790  | 770  | 710  | 673  | 584  | 470  |

| 1962 | 1968 | 1975 | 1982 | 1990 | 1999 | 2006 | 2008 | 2013  |
| ---- | ---- | ---- | ---- | ---- | ---- | ---- | ---- | ----- |
| 478  | 463  | 469  | 563  | 670  | 744  | 883  | 928  | 1 010 |

| 2018  | 2022  | - | - | - | - | - | - | - |
| ----- | ----- | - | - | - | - | - | - | - |
| 1 097 | 1 161 | - | - | - | - | - | - | - |

### Enseignement
La commune comporte une école primaire au chef-lieu. Elle accueille environ 70 élèves et 4 classes. Une cantine fonctionne ainsi que des ateliers périscolaires.
Les écoles primaires des hameaux ont été progressivement supprimées au cours du XXe siècle, la dernière étant l'école de Saint-Jean dans les années 1990.
Pour l'enseignement secondaire, les enfants se rendent principalement au collège et dans les lycées d'Embrun. Des lignes de ramassage scolaire desservent le village et les hameaux.

### Culte
Les paroisses catholiques de Crots et de Saint-Jean-de-Crots sont intégrées au secteur des paroisses de l'Embrunais et du Savinois, dans le diocèse de Gap et d'Embrun.

### Culture
Une médiathèque fonctionne à l'espace Morgon, près de la mairie.

## Culture locale et patrimoine

### Langue régionale
Crots fait partie de la zone culturelle occitane, le dialecte traditionnel faisant partie du vivaro-alpin. La pratique de cette langue est aujourd'hui très minoritaire.

### Lieux et monuments

#### Monuments historiques inscrits
- L’abbaye Notre-Dame de Boscodon, du XIIe siècle, composée d'une église de style roman, lumineuse et dépouillée, et d'une aile des moines. Le cloître a été reconstitué.
- Le château de Picomtal, édifié au Moyen Âge, remanié au XVIe siècle. Les décorations intérieures datent du XIXe siècle. Le château a été complètement rénové au début du XXIe siècle.
- L'église Saint-Laurent (XIVe siècle), église romano-gothique, disposant de plusieurs tableaux et de fresques.

#### Autres éléments du patrimoine du village
- Le vieux village, ses fontaines et ses maisons anciennes.
- Le cadran solaire de l'ancienne poste, place Saint-Laurent, datant de 1992.
- Le musée de la charcuterie, présentant des collections montrant l'émigration des Haut-Alpins dans les métiers de la charcuterie marseillaise.
- La Croix Germaine, à l'entrée du village.
- Le clocher et l'horloge de l'école (1885).

#### Autres éléments du patrimoine dans les hameaux
- L'église Saint-Jean-Baptiste (1828) au hameau de Saint-Jean.
- L'abri des anciens corbillards communaux, à Saint-Jean.
- La chapelle Saint-Benoît (1708) et le four à pain, au hameau du Bois.
- La chapelle Sainte-Madeleine (1701) de Beauvillard.
- Chapelle Notre-Dame-du-Lauzerot de Crots
- Chapelle Saint-Pierre du Cirque de Morgon
- Chapelle Saint-Florent de La Montagne
- Chapelle de Montmirail de Crots
- Oratoires et fontaines de hameaux
- Anciennes écoles des hameaux
- L'abri du mélèze et le mélèze médiéval, à la Draye.
- L'oratoire Notre-Dame-des-Neiges et la cloche de l'ancienne chapelle Saint-Marcellin, au Forest.

#### Sites naturels
- Le lac de Serre-Ponçon (notamment les plages de Chanterenne, de la Garenne, et des Eaux-Douces, et plusieurs criques).
- La forêt de Boscodon et le cirque de Bragousse.
- La fontaine de l'Ours (site classé, arrêté du 1er mars 1939).
- Le cirque de Morgon où se trouvent le lac du Morgon et la chapelle Saint-Pierre, et le sommet du Grand Morgon.
- Le lac du Lauzerot[47]
- Le col de la Rousse.
- Le  mont Pouzenc, point culminant de la commune.

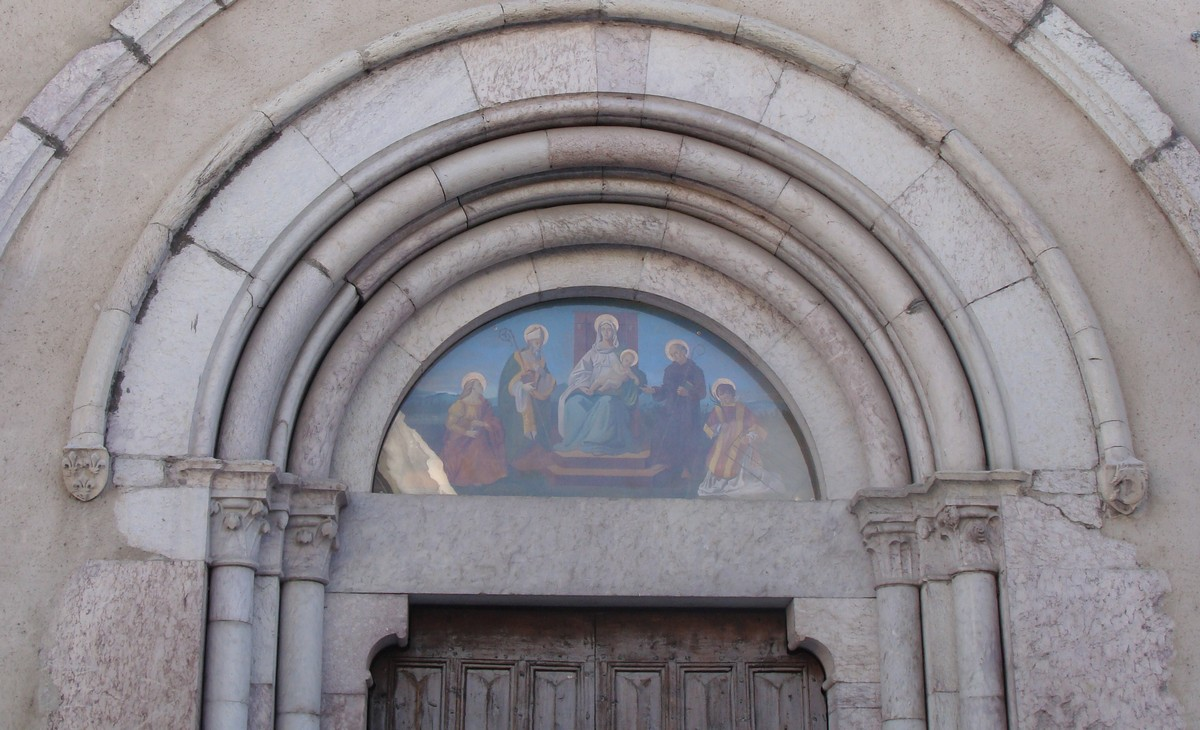
Porche de l'église Saint-Laurent.
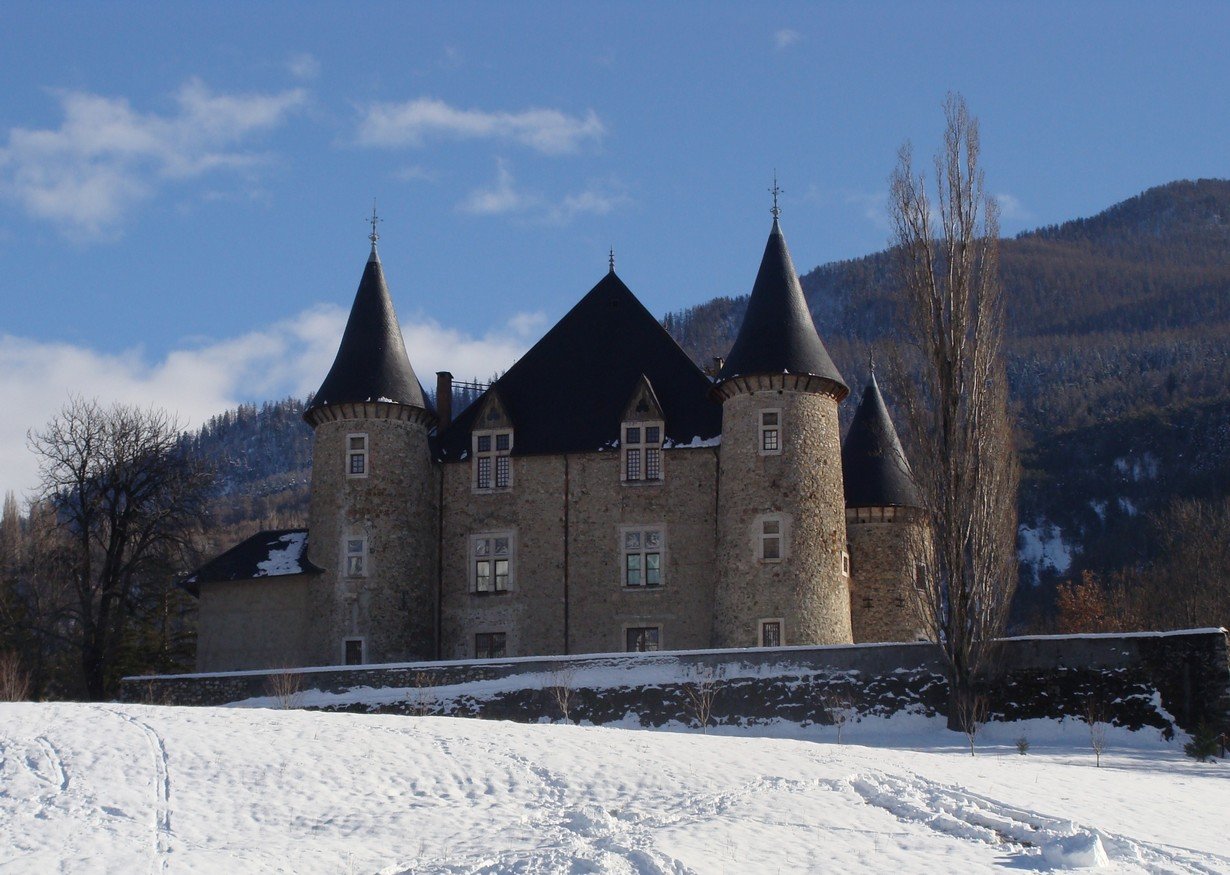
Le château de Picomtal.
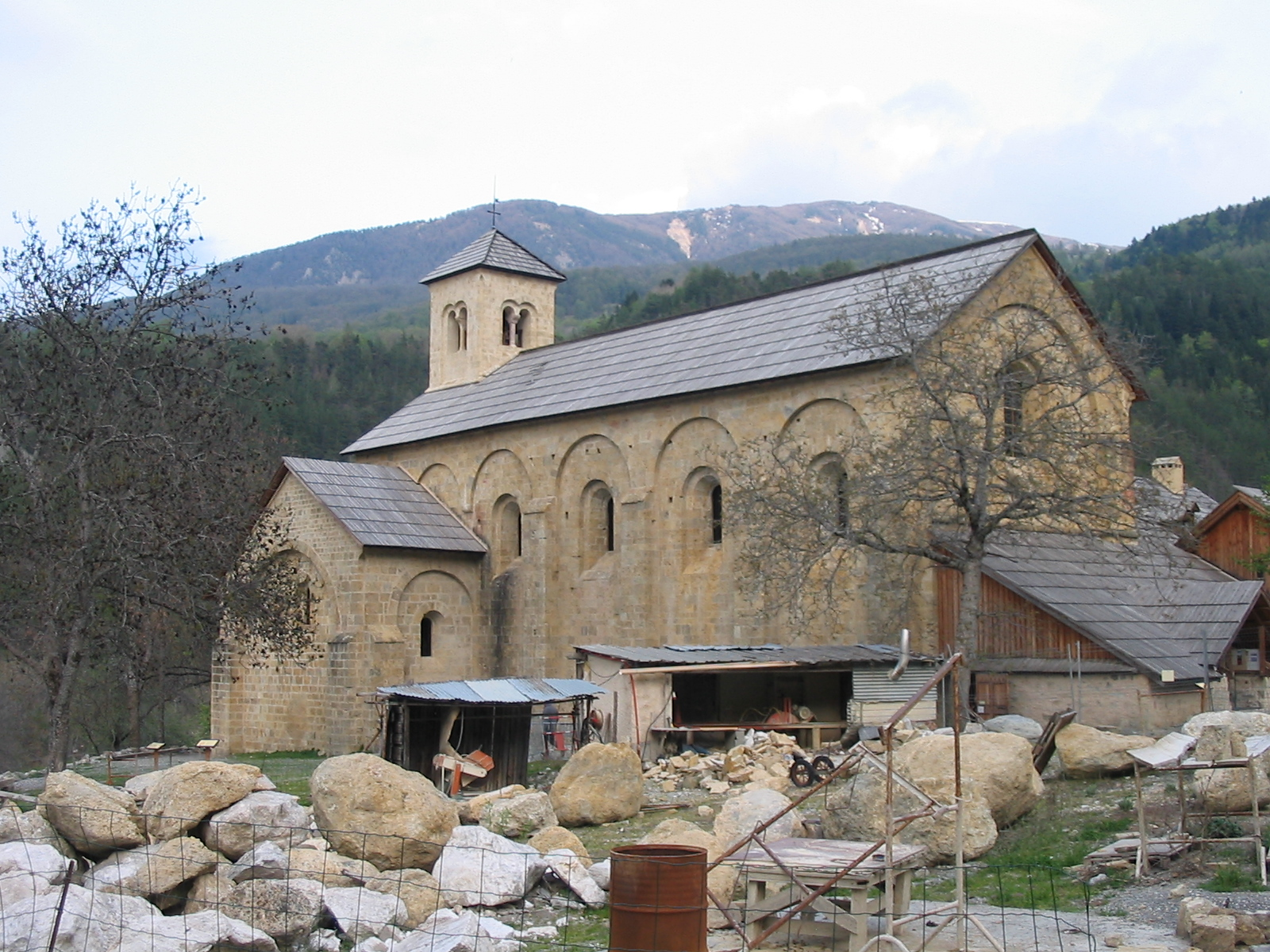
L'abbaye Notre-Dame de Boscodon.
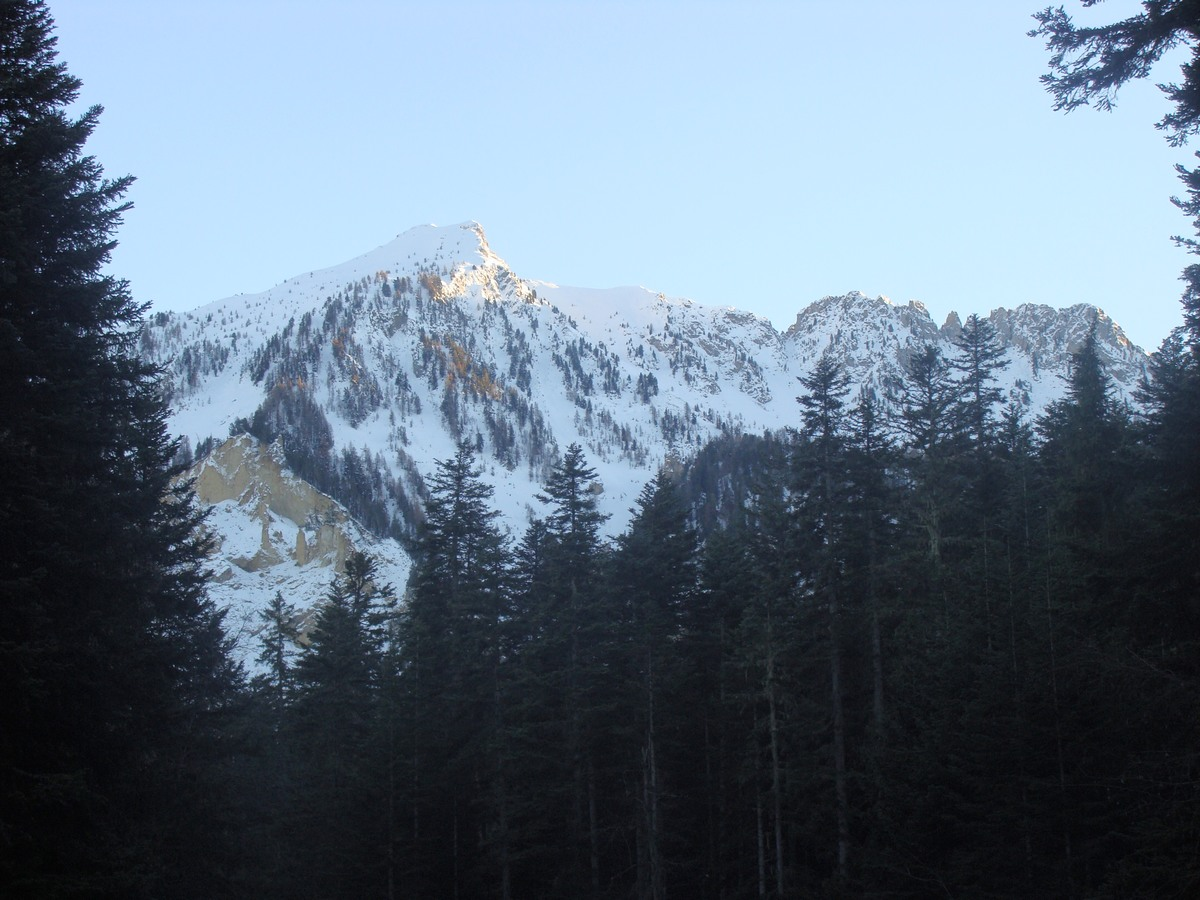
Le Gros Ferrand (alt. 2 401 m) vu depuis la forêt de Boscodon.

### Personnalités liées à la commune
- Jean-François de Ravel de Puycontal (1732-1810), général des armées de la République y est né.
- Joseph Roman (1840-1924), historien, auteur de nombreux ouvrages sur les Hautes-Alpes, mort au château de Picomtal.
- Jean-Charles Roman d'Amat, son fils, historien et archiviste.
- Joachim Martin, menuisier-charpentier du XIXe siècle, ayant laissé un "journal intime" sous les parquets qu'il posait.
- Sœur Jeanne-Marie, religieuse ayant participé au renouveau de l'abbaye de Boscodon.

### Héraldique

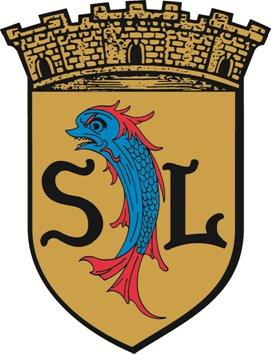
Blason communal de la commune de Crots, Hautes-Alpes.

| Blason de Crots | Blason  | D'or au dauphin d’azur crêté, barbé, loré, peautré et oreillé de gueules qui est du Dauphiné, accosté des lettres S et L capitales de sable. |
| Blason de Crots | Détails | Les armes de la commune lui ont été conférées en propre par le roi au XVIIIe siècle. Les seigneurs des Crottes portaient des armes différentes. Le dauphin renvoie à la province du Dauphiné à laquelle appartenait la commune, les lettres « S » et « L » renvoient à Saint Laurent, saint patron du village. Les tours crénelées rappellent que le village était ceint d'une muraille, aujourd'hui disparue. Le statut officiel du blason reste à déterminer. |